# Viande de cheval

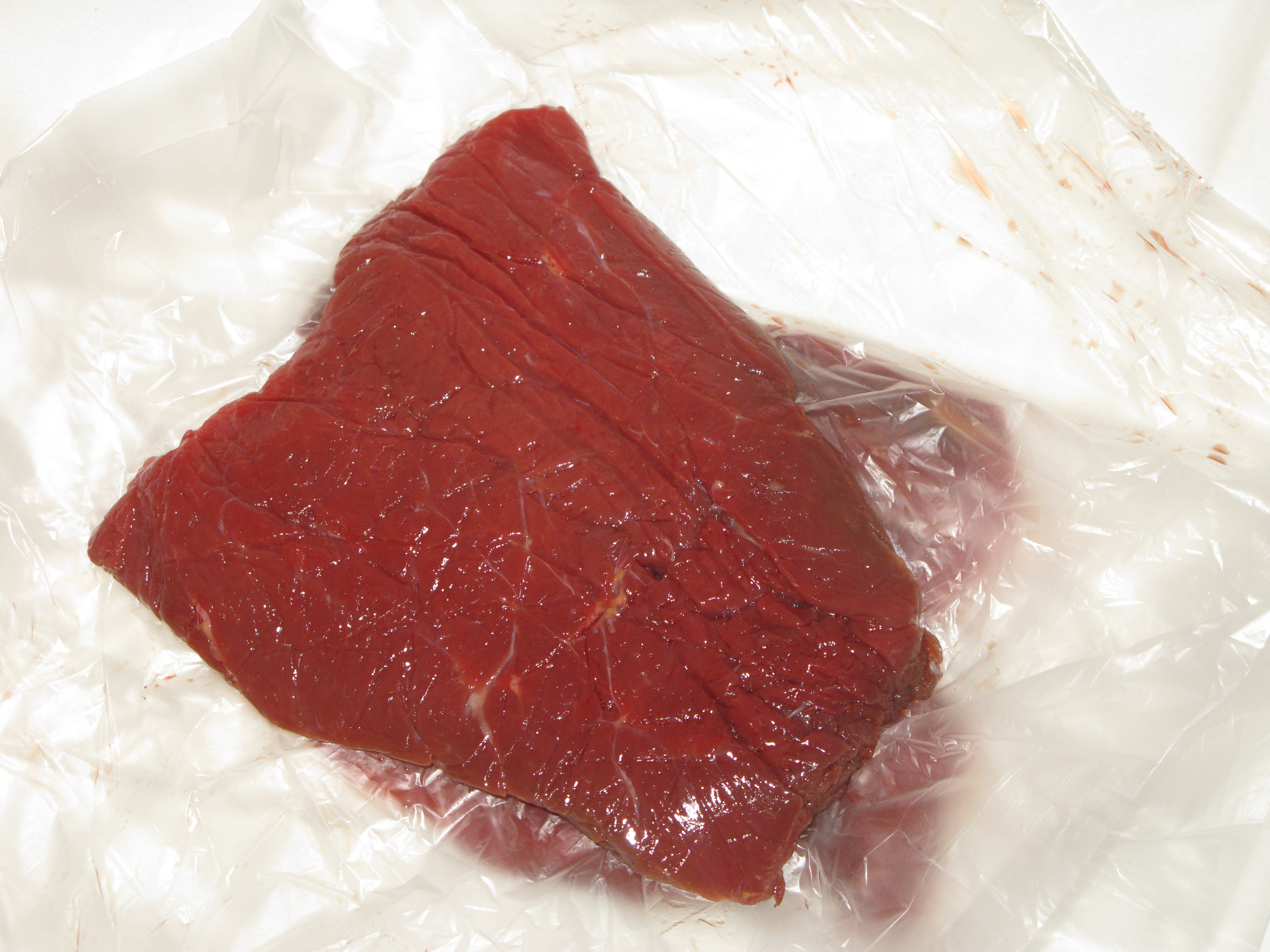
Viande de cheval.

La viande de cheval, ou viande chevaline, est un aliment composé des tissus musculaires du cheval, consommé dans plusieurs pays qui en ont parfois fait des spécialités telles que le charqui. Sollicitée par ses amateurs pour ses qualités nutritives et montrée du doigt par ses détracteurs pour sa nature, la viande de cheval suscite depuis longtemps la controverse. Sa consommation est appelée hippophagie.

## Caractéristiques nutritionnelles
La viande chevaline est une viande rouge. Elle est riche en protéines (en moyenne 20 g pour 100 g). Selon le centre d'information sur les viandes, elle permet ainsi d'apporter en quantité des acides aminés indispensables comme la leucine, la lysine et l'histidine. Elle a une faible teneur en lipides (2 à 4 %). De plus, elle possède une grande proportion d'acides gras insaturés, dont certains ne peuvent être synthétisés par l'organisme. La viande a cette originalité d'apporter des glucides grâce à sa richesse en glycogène. Cela lui confère un petit goût sucré caractéristique. La viande chevaline est aussi particulièrement bien pourvue en vitamines hydrosolubles B12 mais aussi en vitamines B3 et B6.
La viande chevaline est caractérisée par une haute teneur en fer (environ 4 mg/100 g).  
Ainsi, ses valeurs nutritives sont, pour 100 g de viande crue :
- énergie : 125 kcal ;
- protéines : 16 g ;
- lipides : 4,5 g ;
- glucides : 1 g.

Les équidés pouvant fortement bioaccumuler le cadmium contenu dans leur alimentation, dans leurs reins notamment, il existe dans certains pays dont la France, une législation spécifique concernant les abats des animaux « tardivement abattus ». Des études de teneur en cadmium (notation « Cd ») réalisées sur des abats d'équidés (cheval, âne, mulet…) ont montré une teneur moyenne de 10 µg/g de cadmium. La dose journalière tolérable temporaire (« DJT-t ») ayant été réglementairement limitée au maximum de 1 µg kg−1 jour−1, toute commercialisation d'abats d'équidés tardivement abattus est interdite. En effet, même si ces abats étaient la seule source alimentaire de cadmium pour les humains, cette interdiction serait justifiée car une consommation moyenne hebdomadaire de seulement 100 g d'abats conduirait à exposer le consommateur à 1 000 µg/semaine, soit pour quelqu'un de 60 kg, plus que le doublement de la DJT-t, laquelle le limite à une ingestion de Cd inférieure à 60 µg/jour, soit 420 µg/semaine. Les normes actuelles à respecter sont, pour le cadmium : 0,5 mg/kg dans les foies, 1 mg/kg dans les rognons, et 0,2 mg/kg dans la viande (règlement « CE 1881/2006 »).

## Production
En 2009, la chambre de l'agriculture britannique a publié les chiffres de production de viande chevaline dans plusieurs pays :
| Pays         | Tonnes annuelles |
| ------------ | ---------------- |
| Mexique      | 78 000           |
| Argentine    | 57 000           |
| Kazakhstan   | 55 000           |
| Mongolie     | 38 000           |
| Kirghizistan | 25 000           |
| Australie    | 24 000           |
| Brésil       | 21 000           |
| Canada       | 18 000           |
| Pologne      | 18 000           |
| Italie       | 16 000 *         |
| Roumanie     | 14 000           |
| Chili        | 10 000           |
| Sénégal      | 9 500            |
| Uruguay      | 8 000            |
| France       | 7 500            |
| Colombie     | 6 000            |
| Espagne      | 5 000 *          |

* y compris les ânes.
L'Institut français du cheval et de l'équitation (IFCE) estimait à 42 700 le nombre d'éleveurs en France en 2010 pour un cheptel de 950 000 équidés. Ce recensement décompte 400 000 chevaux de selle, 220 000 poneys, 180 000 chevaux de course, 80 000 chevaux lourds ou de trait et 70 000 ânes.
| Donnée                               | 2010    | 2019      |
| ------------------------------------ | ------- | --------- |
| Nombre d'éleveurs                    | 42 700  | 30 170    |
| Nombre d'équidés                     | 950 000 | 1 051 000 |
| Nombre de chevaux de selle et poneys | 400 000 | 704 000   |
| Nombre de chevaux de trait et ânes   | 150 000 | 190 000   |
| Nombre de chevaux de course          | 180 000 | 158 000   |

## Cuisine
La viande chevaline se cuisine comme la viande bovine. En tant que viande maigre, elle se consomme plutôt saignante, afin de préserver ses qualités gustatives, et doit être saisie rapidement dans une poêle très chaude, de manière à lui éviter de s'assécher. Il existe des recettes spécifiques pour l'accommoder, comme le steak tartare et le steak de cheval au poivre.

### Spécialités

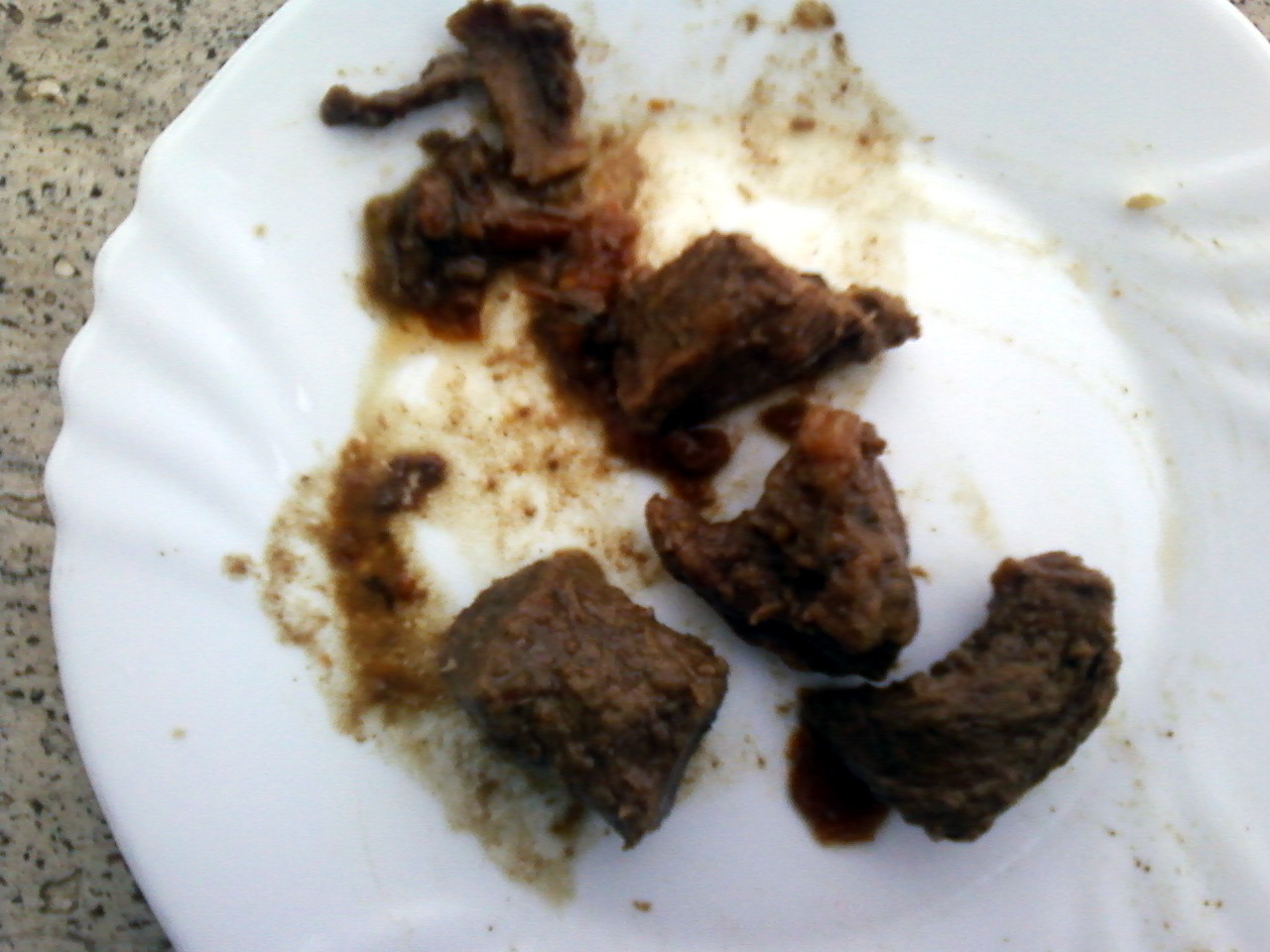
Ragoût de cheval

En Ukraine, particulièrement en Crimée et dans d'autres régions des steppes du sud, la viande de cheval est consommée sous forme de saucisses appelées Mahan et Sudzhuk. Ces saucisses sont notamment l'alimentation traditionnelle des Tatars de Crimée.
Certains plats de la cuisine allemande sont traditionnellement préparés à base de viande de cheval. Le Sauerbraten en Rhénanie en est un exemple ; cependant, la baisse de la consommation du cheval incite beaucoup de restaurateurs à utiliser plutôt de la viande de bœuf ou de porc pour cette spécialité.
En Alsace, le rossbif (de ross = cheval) est une spécialité de viande de cheval marinée.
En Belgique, le steak de cheval était fortement consommé jusque dans les années 1980. Année au cours de laquelle les boucheries chevalines ont commencé à décliner. Traditionnellement le steak de cheval et le cervelas[réf. nécessaire] s'accompagnent de frites, cressonnette et de sauce Piccalilli ou sauce poivre.
En Suisse, le steak de cheval est assez fréquent, surtout en Suisse romande, mais aussi de plus en plus dans la partie alémanique. La viande de cheval est utilisée pour une grande variété de saucisses au nord du pays, en région alémanique. Une spécialité appenzelloise connue sous le nom de mostbröckli (de) est faite avec de la viande de cheval ou de bœuf. Comme en Italie du nord, les salametti tessinois (saucisses) sont parfois faits avec de la viande de cheval. La viande de cheval peut être également utilisée dans la fondue bourguignonne.
La viande de cheval est bien connue en Slovénie, très populaire dans la cuisine traditionnelle de la région centrale de Carniole et de Kras. Le steak de poulain (žrebičkov zrezek) se retrouve dans de nombreux restaurants et dans les fast-food de Ljubljana, sous le nom de hot-horse, en hamburgers,.

## Santé et controverses
La trichinose est une maladie transmise la plupart du temps par le porc et le sanglier. La viande de cheval peut être un vecteur de la trichinellose, maladie parasitaire intestinale parfois mortelle et transmise par la consommation de viande trop peu cuite. En vingt-cinq ans, entre 1975 et 2000, 6 500 cas de trichinellose dus à la viande de cheval ont été constatés en Europe, selon la Fondation Brigitte-Bardot, dont près de 2 400 en France. Cinq d'entre eux ont entraîné la mort.
Le CIV (centre d'information des viandes, qui défend la consommation de viande de cheval) affirme que ce risque est désormais maîtrisé. Lors d'une conférence organisée le 17 décembre 2008, Vincent Carlier, membre de l’Académie vétérinaire de France, posait comme préambule qu’il n’y a plus de risque particulier pour la santé du consommateur en France concernant la consommation de viande chevaline car les mesures de protection lui sont appliquées comme pour l’ensemble des viandes. Si la trichinellose a, par le passé, été un risque sanitaire, ce risque serait aujourd’hui négligeable, puisque seuls cinq cas issus de l’importation auraient été dénombrés depuis 2000, et qu'ils ont tous été retirés de la consommation.
Pour la controverse autour de l'hippophagie et les tabous culturels et religieux, voir les différentes positions concernant l’hippophagie.
En 2013, un scandale dévoile une fraude d'ampleur européenne faisant passer de la viande de cheval pour de la viande de bœuf dans des plats préparés.